# 아미누 우마르
아미누 우마르(영어: Aminu Umar, 1995년 3월 6일 ~ )는 나이지리아의 축구 선수로, 현재 TFF 1. 리그의 투즐라스포르와 나이지리아 축구 국가대표팀에서 미드필더로 활약하고 있다.

## 구단 경력

### 위키 투어리스츠
2012-2013 시즌, 우마르는 나이지리아 프리미어리그의 위키 투어리스츠 소속으로 리그 1골을 기록했다.

### 삼순스포르
우마르는 18세의 나이로 2013년 여름 이적 시즌에 위키 투어리스츠에서 튀르키예 클럽 삼순스포르에 입단했다. 그는 첫 시즌에 리그 4골을 넣으며 동료 에키호 에히오순을 대신하여 클럽이 선호하는 공격수로 자리매김했다.

## 국가대표팀 경력
우마르는 나이지리아 U-20 축구 국가대표팀에서 활약했다. 그는 4골로 2013년 아프리카 청소년 축구 선수권 대회에서 득점 선두에 올랐고, 튀르키예에서 열린 2013년 FIFA U-20 월드컵 결승전에서 두 번 득점했다. 그는 2016년 하계 올림픽을 위한 35명의 임시 선수단에 나이지리아에 의해 선발되었다. 우마르는 덴마크를 상대로 두 번째 골을 득점하여 나이지리아를 2016년 리우 올림픽 게임의 준결승에 진출시켰다.